# SN 2004df
SN 2004df – supernowa typu II-P odkryta 27 czerwca 2004 roku w galaktyce A150820+2152. W momencie odkrycia miała maksymalną jasność 18,40m.